# 加拿大底鱂
加拿大底鱂，為底鱂属的一種溫帶魚類，分布於西大西洋加拿大至佛羅里達淡水及半鹹水域，分成2個亞種，即加拿大底鱂（Fundulus heteroclitus heteroclitus）和大鱗底鱂（Fundulus heteroclitus macrolepidotus），體長可達15公分，棲息在濕地、具有潮汐變化的溪流，可做為觀賞魚。它在1973年天空实验室计划中被送入太空，成为最早进入太空的鱼类。

## 擴展閱讀
維基物種上的相關：加拿大底鱂